# Sparsitubus nelumbiformis
Sparsitubus là một chi nấm thuộc họ Polyporaceae. Là một chi đơn loài, nó chứa loài duy nhất Sparsitubus nelumbiformis.